# Mistrovství Evropy v atletice do 23 let 2015
Mistrovství Evropy v atletice do 23 let 2015 se konalo v estonském Tallinnu.

## Medailisté

### Muži
| Disciplína                  | Zlato                                                                   | Stříbro                                                                     | Bronz                                                                 |
| Běh na 100 m                | Giovanni Galbieri 10,33                                                 | Denis Dimitrov 10,34                                                        | Guy-Elphège Anouman 10,39                                             |
| Běh na 200 m                | Karol Zalewski 20,49                                                    | Leon Reid 20,63                                                             | Jan Jirka 20,82                                                       |
| Běh na 400 m                | Thomas Jordier 45,50                                                    | Pavel Ivaško 45,73                                                          | Luka Janežic 45,73                                                    |
| Běh na 800 m                | Artur Kuciapski 1:48,11                                                 | Saúl Ordóñez 1:48,23                                                        | Žan Rudolf 1:48,47                                                    |
| Běh na 1 500 m              | Marc Alcalá 3:44,54                                                     | Mohad Abdikadar Sheikh Ali 3:44,91                                          | Neil Gourley 3:45,04                                                  |
| Běh na 5 000 m              | Ali Kaya 13:20,16                                                       | Isaac Kimeli 13:54,33                                                       | Carlos Mayo 13:55,19                                                  |
| Běh na 10 000 m             | Ali Kaya 27:53,38                                                       | Michail Strelkov 27:53,94                                                   | Yassine Rachik 28:53,99                                               |
| 110 metrů překážek          | David Omoregie 13,63                                                    | Javier Colomo 13,73                                                         | Lorenzo Perini 13,86                                                  |
| Běh na 400 metrů překážek   | Patryk Dobek 48,84                                                      | Jussi Kanervo 49,66                                                         | Nicolai Hartling 50,02                                                |
| Běh na 3 000 metrů překážek | Mitko Cenov 8:37,79                                                     | Viktor Bacharev 8:40,75                                                     | Osama Zoghlami 8:42,00                                                |
| Štafeta 4×100 m             | Guy-Elphège Anouman Mickael-Meba Zeze Ken Romain Stuart Dutamby 39,36   | Marcel Kadlec Michal Desenský Jan Jirka Zdeněk Stromšík 39,38               | Alexandr Jelisejev Dmitrij Syčev Denis Ogarkov Kirill Černuchin 39,45 |
| Štafeta 4×400 m             | Ludvy Vaillant Alexandre Divet Nicolas Courbière Thomas Jordier 3:04,92 | Kajetan Duszyński Patryk Dobek Bartłomiej Chojnowski Karol Zalewski 3:05,35 | Jakob Krempin Alexander Gladitz Torben Junker Marc Koch 3:05,97       |
| Chůze na 20 km              | Nikolaj Markov 1:23:49                                                  | Álvaro Martín 1:24:51                                                       | Pavel Paršin 1:25:26                                                  |
| Skok do výšky               | Ilja Ivaňuk 2,30 m                                                      | Dmitriy Kroyter 2,24 m                                                      | Chris Kandu Eugenio Meloni 2,21 m                                     |
| Skok o tyči                 | Robert Renner 5,55 m                                                    | Leonid Kobelev 5,55 m                                                       | Adrián Vallés 5,50 m                                                  |
| Skok daleký                 | Fabian Heinle 8,14 m                                                    | Radek Juška 8,00 m                                                          | Bachana Khorava 7,97 m                                                |
| Trojskok                    | Dmitrij Čižikov 17,05 m                                                 | Georgi Tsonov 16,77 m                                                       | Ilja Potapcev 16,46 m                                                 |
| Vrh koulí                   | Filip Mihaljević 19,35 m                                                | Bob Bertemes 19,29 m                                                        | Andrzej Regin 19,08 m                                                 |
| Hod diskem                  | Alin Firfirică 60,64 m                                                  | Wojciech Praczyk 58,96 m                                                    | Róbert Szikszai 58,82 m                                               |
| Hod kladivem                | Nick Miller 74,46 m                                                     | Valeriy Pronkin 74,29 m                                                     | Bence Pásztor 74,06 m                                                 |
| Hod oštěpem                 | Kacper Oleszczuk 82,29 m                                                | Maksym Bohdan 81,08 m                                                       | Bernhard Seifert 80,57 m                                              |
| Desetiboj                   | Pieter Braun 8195 bodů                                                  | Jorge Ureña 7983 bodů                                                       | Janek Õiglane 7945 bodů                                               |

### Ženy
| Disciplína                  | Zlato                                                                          | Stříbro                                                                              | Bronz                                                                     |
| Běh na 100 m                | Rebekka Haase 11,47                                                            | Alexandra Burghardtová 11,54                                                         | Stella Akakpo 11,55                                                       |
| Běh na 200 m                | Rebekka Haase 23,16                                                            | Anna-Lena Freese 23,22                                                               | Brigitte Ntiamoah 23,49                                                   |
| Běh na 400 m                | Bianca Răzorová 51,31                                                          | Ekaterina Renzhina 51,51                                                             | Patrycja Wyciszkiewiczová 51,63                                           |
| Běh na 800 m                | Renelle Lamote 2:00,19                                                         | Anastasiya Tkachuk 2:00,43                                                           | Christina Heringová 2:00,88                                               |
| Běh na 1 500 m              | Amela Terzić 4:04,77                                                           | Sofia Ennaoui 4:04,90                                                                | Natalija Pryščepová 4:06,29                                               |
| Běh na 5 000 m              | Liv Westphalová 15:30,61                                                       | Louise Cartonová 15:32,75                                                            | Viktoria Kaljužna 15:38,38                                                |
| Běh na 10 000 m             | Jip Vastenburgová 32:18,69                                                     | Rhona Aucklandová 32:22,79                                                           | Alice Wrightová 32:46,57                                                  |
| 100 metrů překážek          | Noemi Zbärenová 12,71                                                          | Karolina Kołeczek 12,92                                                              | Nadine Visserová 13,01                                                    |
| Běh na 400 metrů překážek   | Elise Malmbergová 55,88                                                        | Stina Troestová 56,01                                                                | Aurélie Chaboudez 56,04                                                   |
| Běh na 3 000 metrů překážek | Tuğba Güvençová 9:36,14                                                        | Maeva Danoisová 9:40,89                                                              | Emma Oudiou 9:44,44                                                       |
| Štafeta 4×100 m             | Amelie-Sophie Lederer Alexandra Burghardt Rebekka Haase Anna-Lena Freese 43,47 | Martina Favaretto Irene Siragusa Anna Bongiorni Johanelis Herrera Abreu 44,06        | Lena Weiss Sarah Atcho Charlène Keller Noemi Zbären 44,24                 |
| Štafeta 4×400 m             | Seren Bundy-Davies Zoey Clark Victoria Ohuruogu Kirsten McAslan 3:30,07        | Małgorzata Curyło Martyna Dąbrowska Adrianna Janowicz Patrycja Wyciszkiewicz 3:30,24 | Yana Glotova Yuliya Spiridonova Tatyana Zotova Ekaterina Renzhina 3:30,78 |
| Chůze na 20 km              | Maria Ponomarjova 1:27:17                                                      | Anežka Drahotová 1:27:25                                                             | Lyudmyla Olyanovska 1:28:41                                               |
| Skok do výšky               | Alessia Trostová 1,90 m                                                        | Nafissatou Thiamová 1,87 m                                                           | Iryna Gerashchenko 1,87 m                                                 |
| Skok o tyči                 | Angelica Bengtssonová 4,55 m                                                   | Michaela Meijerová 4,50 m                                                            | Natalya Demidenko 4,35 m                                                  |
| Skok daleký                 | Malaika Mihambo 6,73 m                                                         | Jazmin Sawyers 6,71 m                                                                | Alina Rotaruová 6,69 m                                                    |
| Trojskok                    | Dovilė Dzindzaletaitė 14,23 m                                                  | Elena Panțuroiu 14,13 m                                                              | Tetyana Ptashkina 14,05 m                                                 |
| Vrh koulí                   | Viktoria Kolbová 17,47 m                                                       | Shanice Craftová 17,29 m                                                             | Sara Gambetta 16,99 m                                                     |
| Hod diskem                  | Shanice Craftová 63,83 m                                                       | Anna Rühová 61,27 m                                                                  | Kristin Pudenz 59,94 m                                                    |
| Hod kladivem                | Alexandra Tavernierová 72,50 m                                                 | Alena Sobaleva 71,20 m                                                               | Malwina Kopron 68,57 m                                                    |
| Hod oštěpem                 | Christin Hussongová 65,60 m                                                    | Kateryna Craftová 58,60 m                                                            | Liveta Jasiūnaitė 55,77 m                                                 |
| Sedmiboj                    | Xénia Krizsánová 6303 bodů                                                     | Lyubov Tkach 6055 bodů                                                               | Ivona Dadicová 6033 bodů                                                  |